# Miguel angel solorio gutierrez
Introducción
Miguel Ángel Solorio Gutiérrez (Guadalajara, Jalisco, 7 de septiembre de 1971) es un empresario y promotor de boxeo mexicano. Es director general y propietario de la promotora RhinoKing Boxing Promotions. Fue socio fundador y director de la Academia de Boxeo Pygmakhia, de la cual se retiró en 2024.
Biografía
- Inicios: Vinculado al boxeo en Cancún, Quintana Roo, impulsando proyectos deportivos para jóvenes talentos.
- Pygmakhia: En 2022 fue socio fundador y director de la Academia de Boxeo Pygmakhia, donde organizó la primera función de gala el 29 de abril de 2023 en Cancún.
- RhinoKing Boxing Promotions: En 2024 se retiró de Pygmakhia para consolidar su promotora, con sede en Cancún, registrada en BoxRec, que ha realizado eventos en Quintana Roo y Campeche.

Funciones promovidas
Crea una tabla en el editor visual con 4 columnas (Fecha – Día – Ciudad/Estado – Evento):
| Fecha                | Día | Ciudad / Estado      | Evento                               |
| -------------------- | --- | -------------------- | ------------------------------------ |
| 29 de abril 2023     | Sáb | Cancún, Quintana Roo | Pygmakhia – Primera función de gala  |
| 15 de julio 2023     | Sáb | Cancún, Quintana Roo | Pygmakhia / RhinoKing (colaboración) |
| 24 de noviembre 2023 | Vie | Campeche, Campeche   | RhinoKing Boxing Promotions          |
| 2 de marzo 2024      | Sáb | Cancún, Quintana Roo | RhinoKing Boxing Promotions          |